# Ulster Open 2017
Die Ulster Open 2017 im Badminton fanden vom 14. bis zum 15. Oktober 2017 in Lisburn statt.

## Sieger und Platzierte
| Disziplin    | Gold                            | Silber                         | Bronze                        |
| ------------ | ------------------------------- | ------------------------------ | ----------------------------- |
| Herreneinzel | Tony Stephenson                 | Mark Brady                     | Nigel Boyne                   |
| Herreneinzel | Tony Stephenson                 | Mark Brady                     | Jack O’Brien                  |
| Dameneinzel  | Moya Ryan                       | Kate Frost                     | Kerri Scott                   |
| Dameneinzel  | Moya Ryan                       | Kate Frost                     | Rebecca Woods                 |
| Herrendoppel | Tony Murphy Tony Stephenson     | Adam McAllister Brian O’Mahony | Eddie Cousins Daniel Magee    |
| Herrendoppel | Tony Murphy Tony Stephenson     | Adam McAllister Brian O’Mahony | Scott Burnside Conor Hickland |
| Damendoppel  | Sinead Chambers Jennie King     | Kate Frost Moya Ryan           | Lauren Au Fiona Farrell       |
| Damendoppel  | Sinead Chambers Jennie King     | Kate Frost Moya Ryan           | Orla Flynn Rebecca Woods      |
| Mixed        | Ciaran Chambers Sinead Chambers | Stuart Lightbody Rebecca Getty | Daniel Magee Jennie King      |
| Mixed        | Ciaran Chambers Sinead Chambers | Stuart Lightbody Rebecca Getty | Eddie Cousins Moya Ryan       |